# Franklin (Virginie)
Pour les articles homonymes, voir Franklin.
Franklin est une ville indépendante de Virginie, aux États-Unis. Le bureau des analyses économiques (en) l'associe au comté de Southampton pour établir ses statistiques. En 2010, sa population était de 8 582 habitants.

## Histoire
L'histoire de la ville de Franklin ne débute qu'en 1830, comme un arrêt pour les trains sur les bords de la Blackwater. À cette époque, la rivière servait au transport des marchandises de et vers la baie d'Albemarle en Caroline du Nord.

### La guerre civile
En 1862, la guerre de Sécession atteint Franklin lors de l'expédition conjointe contre Franklin. Alors que des bateaux à vapeur cherchaient à emprunter la rivière, sous le commandement du USS Commodore Perry (en), un groupe de confédérés local a ouvert le feu sur les navires.
Au total, la bataille a endommagé cinq navires et provoqué 16 blessés. Comme les navires de la marine battaient en retraite, les Confédérés ont tenté de bloquer l'étroite rivière par l'abattage de grands arbres sur toute la largeur. En fin de compte, les tentatives confédérées ont échoué car aucun des soldats n'a été capturé et aucun des navires n'a été perdu.

### L'industrialisation

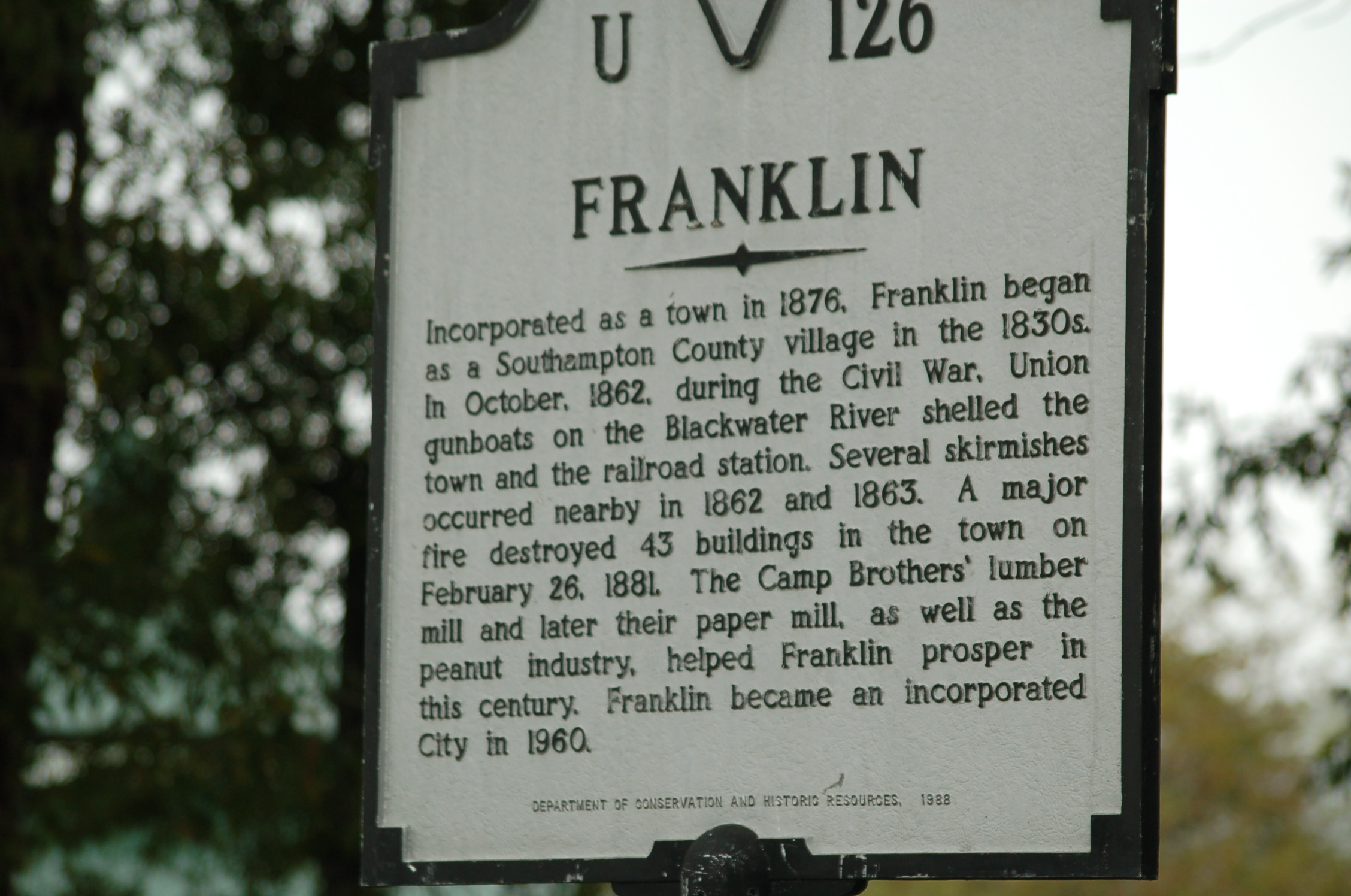
Un panneau sur l'histoire de la ville

Ce n'est pas avant 1887 que Franklin commence à avoir une croissance significative. Six frères de la famille Camp prennent alors possession d'une petite scierie le long de la Blackwater. Pendant 20 ans, leur entreprise devient prospère sous la direction de Paul Douglas Camp. Après avoir échappé de peu à la faillite, la Première Guerre mondiale apporte de nouvelles affaires et des succès financiers. Franklin devient un village en pleine expansion en temps de guerre.
En 1955, le chiffre d'affaires annuel de la compagnie atteint 28 millions de dollars, dont une grande partie profite dans toute la ville de Franklin. La famille Camp donne beaucoup pour des œuvres caritatives et paye ses salariés au-dessus de la moyenne. Le 29 mai 1956, l'usine forme, avec la « Union Bag and Paper company 
 » de New York, l'Union Camp Corporation (en) (connue localement sous le nom d'Union Camp) qui travaille le bois et fabrique la pâte à papier.
L'Union Camp existe à Franklin jusqu'en 1999, quand elle est acquise par International Paper. Elle déménage ensuite, mais le nom « Camp » demeure dans la ville, notamment dans le nom de nombreux édifices ou services.

## Géographie

La pyramide des âges

D'après le bureau du recensement des États-Unis, la superficie de la ville est de 22 km2, elle est voisine du comté de Southampton et du comté d'Isle of Wight.

### Démographie
Au recensement de 2010, sa population était de 8 582 habitants avec 3 384 ménages et 2 277 familles. La répartition ethnique était de 39,4 % d'Euro-Américains, 56,9 % d'afro-américains et 0,7 % d'asio-américains.
Le revenu moyen par habitant était de 18 573 dollars avec 19,8 % de la population vivant sous le seuil de pauvreté.

### Le rôle de la Blackwater

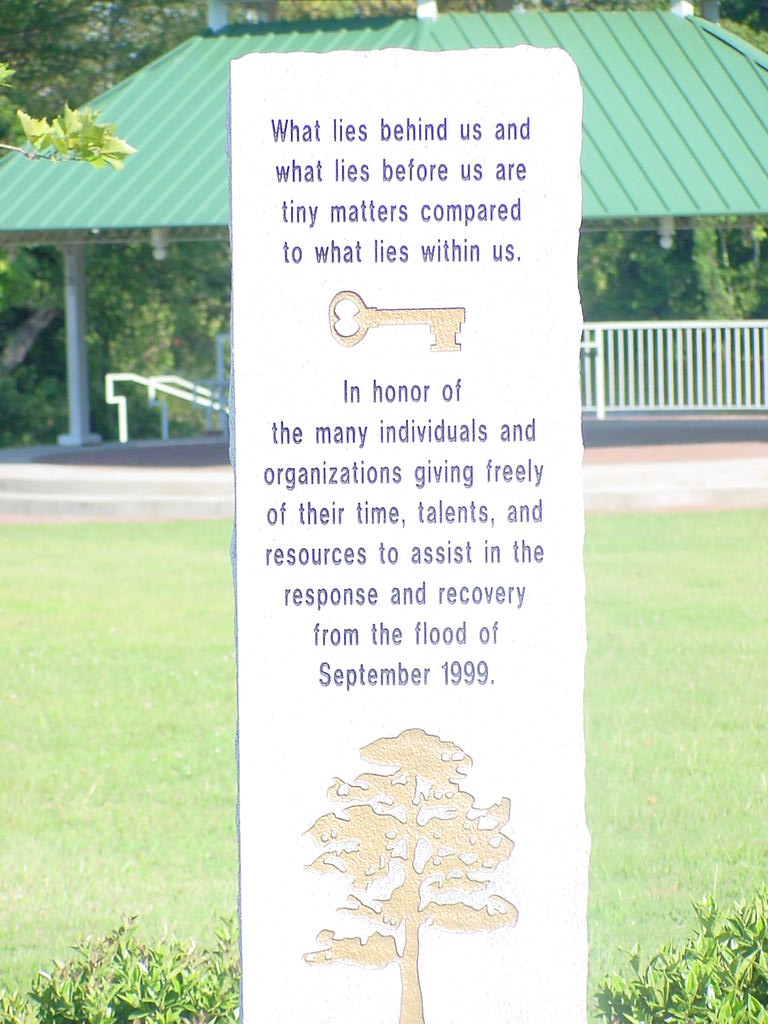
Plaque en mémoire de l'inondation de 1999

La Blackwater, qui coule sur la bordure est de la ville a joué un rôle important dans l'industrialisation de la ville, mais elle a aussi apporté de nombreux problèmes, notamment pendant les inondations. En 1999, à la suite du passage de l'ouragan Floyd, la partie basse de la ville a été submergée d'une hauteur de 3,60 mètres d'eau. Un niveau exceptionnel fut atteint avec une crue à 8,04 mètres. L'inondation a causé la submersion de 182 entreprises et 150 maisons.
En 2006, un orage a fait monter le niveau de 7 mètres, le deuxième plus élevé depuis 1940.
D'une façon malheureusement ironique, le nom choisi pour l'ouragan venu juste après « Floyd » fut « Franklin ».

## Économie
Les deux secteurs économiques principaux de la ville sont l'agriculture et l'industrie manufacturière. Franklin est la douzième communauté terrienne de l'État et la treizième plus rentable.
L'industrie s'est développée avec l'Union Camp autour de la pâte à papier et de ses dérivés. Au début du XXIe siècle, la papeterie de l'International Paper transformait le bois pour les besoins de l'industrie papetière et les produits chimiques associés à sa fabrication. Le site de Franklin a fermé en mai 2010.